# Christoph Scheiner

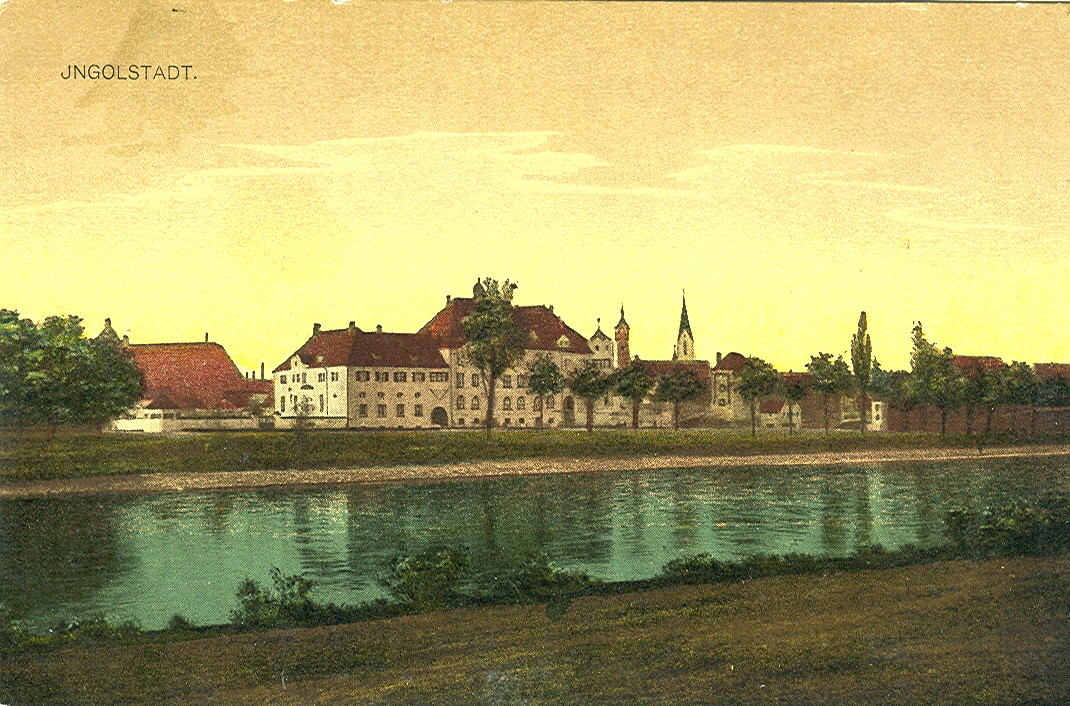

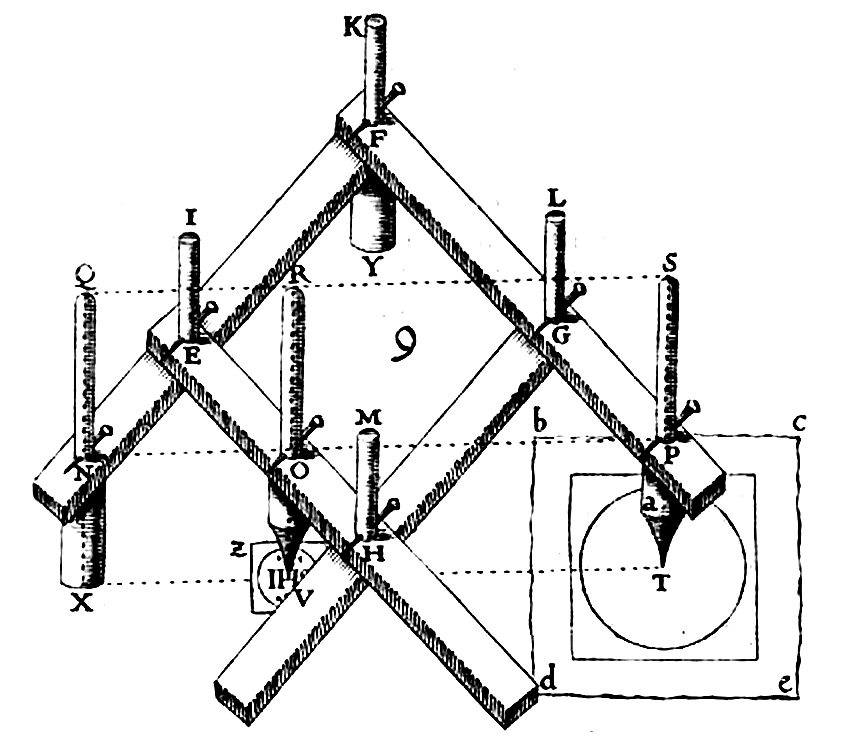
Pantograf Scheinera

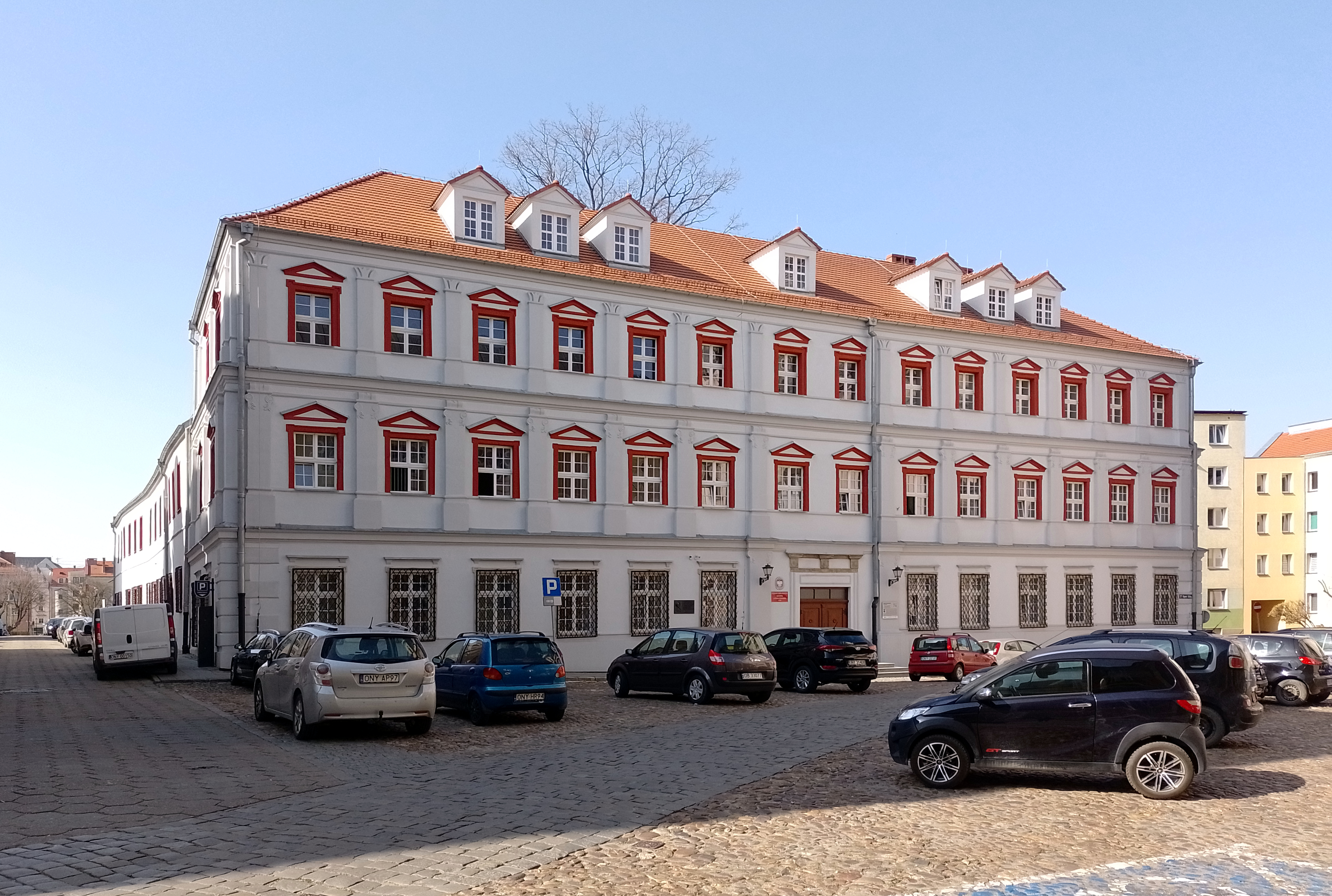
Kolegium jezuickie św. Anny w Nysie

Christoph Scheiner (ur. 25 lipca 1573 lub 1575 w Markt Wald, koło Mindelheim, zm. 18 lipca 1650 w Nysie) – niemiecki jezuita i astronom, pierwszy superior (rektor) gimnazjum jezuickiego w Nysie.

## Życiorys
Naukę rozpoczął w gimnazjum jezuickim w Landsbergu, kontynuował w Augsburgu, uzyskując tytuł retora krasomówcy. Następnie studiował na uniwersytecie w Ingolstadt, w którym w 1609 r. uzyskał tytuł doktora teologii i filozofii. Wcześniej, bo 25 października 1595, rozpoczął nowicjat w zakonie jezuitów. Święcenia kapłańskie otrzymał w 1609 w Eichstätt. W latach 1610–1617 był profesorem matematyki i języka hebrajskiego na uniwersytetach w Ingolstadt, Innsbrucku, Freiburgu i Wiedniu. Wykładał geometrię, astronomię i optykę. W tym czasie powstały jego najważniejsze dzieła literackie, choć były one drukowane w części dopiero znacznie później. Podczas pobytu w Innsbrucku poznał biskupa wrocławskiego Karola arcyksięcia Habsburga, który zafascynowany jego rozległą wiedzą zaprosił go do Nysy, powierzając mu utworzenie gimnazjum. Według ambitnych i dalekosiężnych planów biskupa miało ono stanowić zaczątek uniwersytetu w Nysie.
Scheiner przybył do Nysy w 1622 r. i 23 kwietnia 1623 r., w miejscu, gdzie dzisiaj znajduje się Szkoła Muzyczna (dawne seminarium św. Anny), powstało pierwsze, prowadzone przez jezuitów na Śląsku gimnazjum katolickie. Po pobycie w Rzymie (do 1633 r. wykładał w Collegium Romanum) i Wiedniu w latach 1624–1637 Scheiner powrócił do Nysy, gdzie spędził ostatnie 13 lat życia. Zmarł w dniu 18 lipca 1650 na apopleksję (wylew krwi do mózgu) i został pochowany w Nysie. Nie udało się ustalić miejsca jego pochówku. Być może został pochowany w kościele, na miejscu którego stoi obecnie kościół pw. Wniebowzięcia NMP, wybudowany w latach 1688–1692.
Skonstruował w 1603 pantograf, dzięki któremu można kopiować linie lub obrazy w powiększeniu lub zmniejszonej skali. W pokoju na wieży kościoła Świętego Krzyża w Ingolstadt, który służył jako obserwatorium, zauważył w 1611 po raz pierwszy plamy na Słońcu oraz określił okres rotacji Słońca. Swoich odkryć dokonał niezależnie od Galileusza. Opisał je w dziele Rosa Ursina sive sol wydanym w Rzymie w latach 1626–1630. W Ingolstadt w 1614 roku stworzył pierwszą mapę księżyca. Odkrył powstawanie na siatkówce oka obrazu widzianego przez człowieka, opisał też reakcję źrenicy oka na światło oraz akomodację oka. Jako pierwszy opisał kataraktę. Zbudował również model oka, który wykonał ze szkła. „Testu Scheinera” do wykrywania zaburzeń widzenia wciąż uczy się w okulistyce. Jest uważany za autora koncepcji helioskopu.
Jezuita Scheiner, który całe życie zajmował się astronomią i geocentrycznym światopoglądem był jednym z najbardziej znanych naukowców Ingolstadt. Jako teolog od początku starał się łączyć nową naukę ze światopoglądem chrześcijańskim.
Kalendarium
- 25 lipca 1575 – urodził się w Markt Wald koło Mindelheim
- 1591 – o maja w szkole jezuickiej w Augsburgu
- 26 października 1595 – wstąpienie do Towarzystwa Jezusowego (Jezuici)
- 1595–1597 – nowicjat w Landsbergu
- 26 października 1597 – pierwsze śluby zakonne w Augsburgu
- 1597–1598 – nowicjat w Augsburgu, studiował retorykę
- 1598–1601 – studium metafizyki i matematyki (wraz z Peterem Frank i Ferdinand Melchiorius) w Ingolstadt
- 1602–1605 – nauczyciel łaciny w Dillingen; ukończenie studium filozofii
- 1603 – skonstruowanie pantografu
- jesień 1605–1609 – studiował teologię w Ingolstadt (doktor teologii)
- 4 kwietnia 1609 – diakonat w Eichstätt
- 18 kwietnia 1609 – święcenia w Eichstätt
- 15 października 1610 – profesor matematyki (astronomia) i hebrajskiego na Uniwersytecie w Ingolstadt
- 1611 – budowa teleskopu według projektu Keplera; w marcu odkrycie plam na Słońcu
- 1612 – drukował pod pseudonimem Apelles
- 1613 – budowa pierwszego teleskopu na statywie.
- 1614 – powstała mapa Księżyca oraz opis teleskopu.
- 31 lipca 1617 – śluby wieczyste w Ingolstadt
- 1619–1620 – profesor w Innsbrucku; budowa kościoła Jezuitów, badania oka.
- 1620 – jesienią 1620 do wiosny 1621 profesor matematyki we Freiburgu.
- jesień 1621 – przybycie do Wiednia
- 1622 – przyjazd do Nysy
- 1623 – pobyt w nowo założonym kolegium jezuickim w Nysie (otwarcie 23 kwietnia 1623 r.)
- 1624 – w Rzymie (gdzie przebywał do 1633 roku).
- 1630 – obserwacja i opis zjawiska halo w Rzymie. Powstało Rosa Ursina sive sol
- 1633 – powrót do Wiednia
- 1635–1636 – w Wiedniu jako spowiednik
- 1636 – powrót do Nysy
- 18 lipca 1650 – umarł w Nysie